# بیچ‌کرفت کوئین ایر
بیچ‌کرفت کوئین ایر (به انگلیسی: Beechcraft Queen Air) یک هواگرد، دو موتوره سبک است که در مدلهای مختلف از سال ۱۹۶۰ تا سال ۱۹۷۸ ساخته شده است. این هواپیما بر مبنای هواپیمای قدیمیتر بیچ‌کرفت بونانزا ساخته شده است.